# Mlatce
Mlatce je malá vesnice, část obce Františkov nad Ploučnicí v okrese Děčín. Nachází se 1,5 km na západ od Františkova nad Ploučnicí a 1 km jižně od Benešova nad Ploučnicí. Prochází zde silnice II/262. Je zde evidováno 6 adres. V roce 2011 zde trvale žilo devět obyvatel.
Mlatce leží v katastrálním území Františkov nad Ploučnicí o výměře 3,17 km2.

## Historie
První písemná zmínka o obci pochází z roku 1607. Do roku 1946 nesla obec název Josefswille.

## Obyvatelstvo
|                                                                                   | 1869 | 1880 | 1890 | 1900 | 1910 | 1921 | 1930 | 1950 | 1961 | 1970 | 1980 | 1991 | 2001 | 2011 |
| --------------------------------------------------------------------------------- | ---- | ---- | ---- | ---- | ---- | ---- | ---- | ---- | ---- | ---- | ---- | ---- | ---- | ---- |
| Obyvatelé                                                                         | 140  | 136  | 132  | 138  | 116  | 96   | 103  | 60   | 45   | 30   | 4    | 4    | 12   | 9    |
| Domy                                                                              | 27   | 27   | 27   | 26   | 25   | 25   | 27   | 24   | .    | 6    | 3    | 1    | 5    | 5    |
| Počet domů z roku 1961 je zahrnut v domech místní části Františkov nad Ploučnicí. |      |      |      |      |      |      |      |      |      |      |      |      |      |      |

## Další fotografie

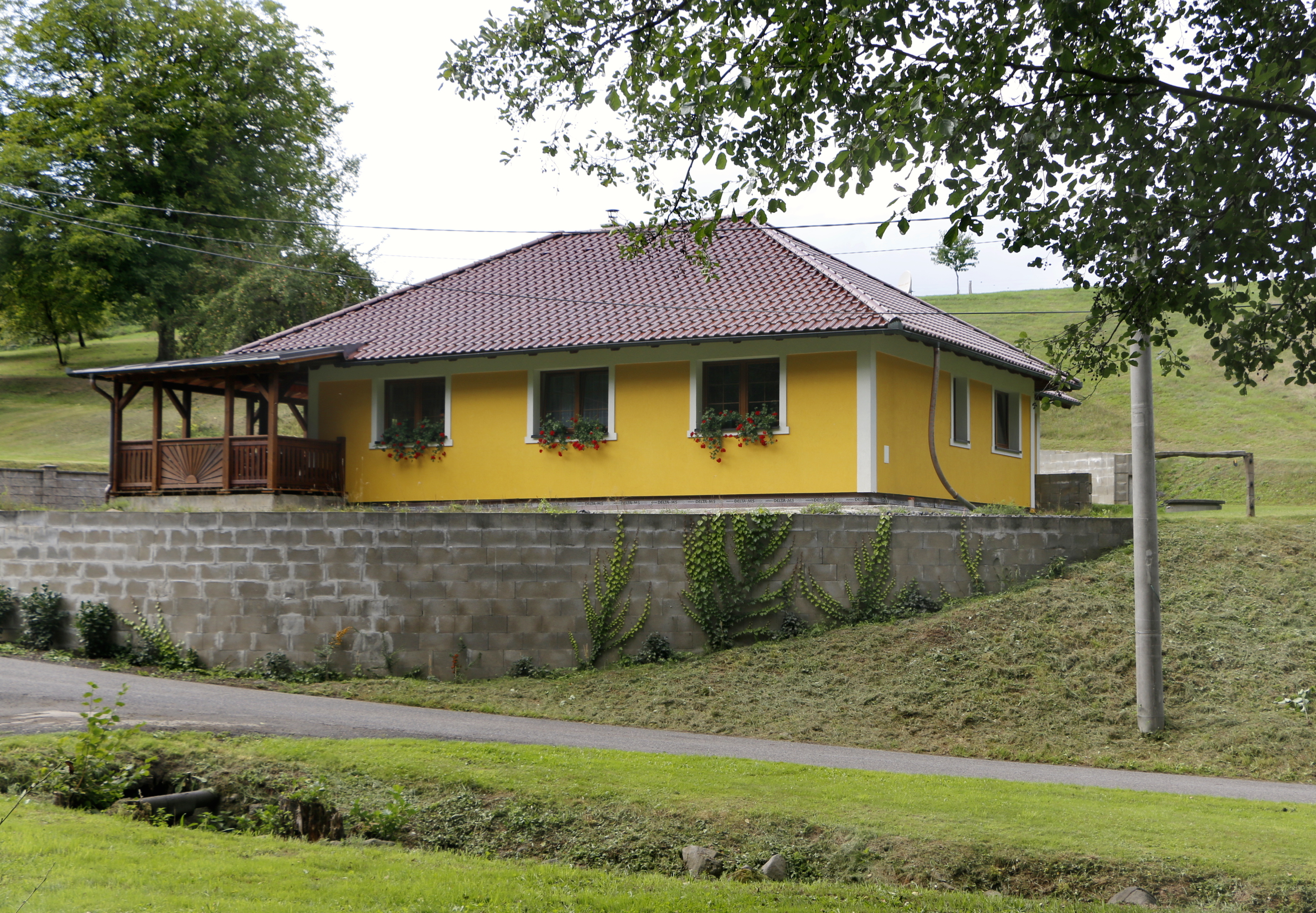
Novostavba čp. 319
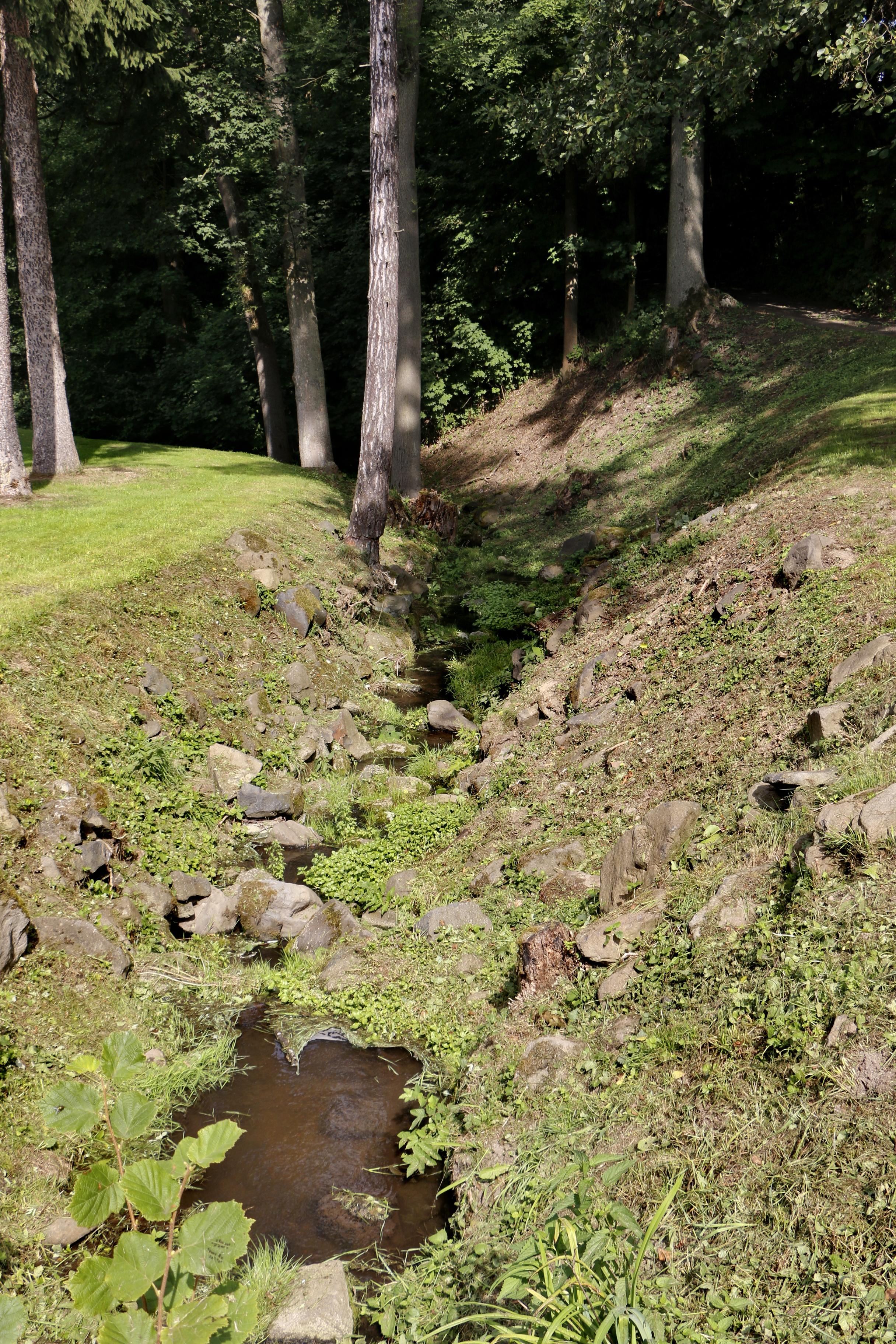
Dolský potok
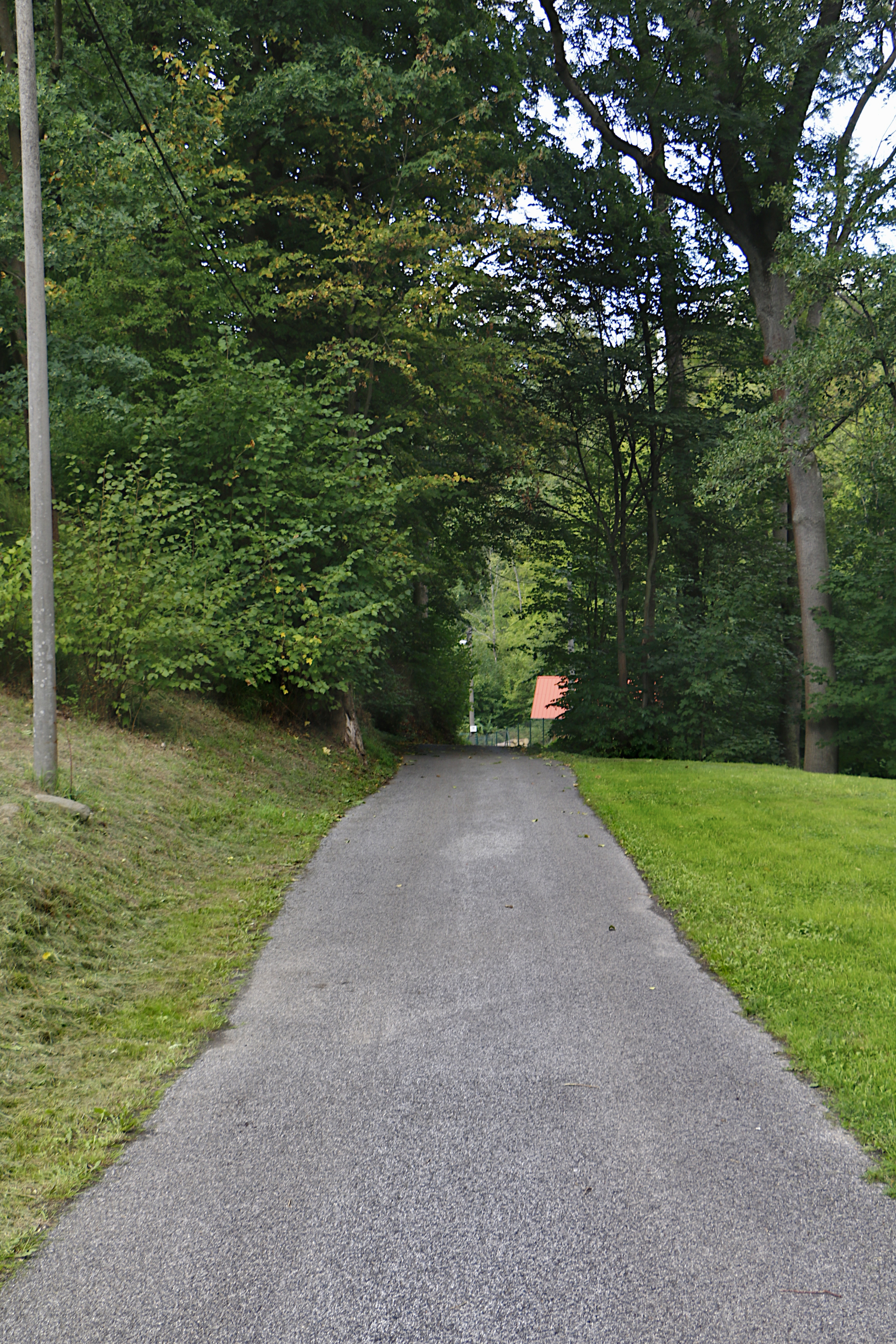
Silnice k Heřmanovu